# بوکووو مورسکیه
بوکووو مورسکیه (به لهستانی:  Bukowo Morskie) یک روستا در لهستان است که در گمینا داروووو واقع شده‌است. بوکووو مورسکیه ۴۲۵ نفر جمعیت دارد.